# Terranica Dreamtrack
Terranica Dreamtrack (Терраника Дримтрак) — лёгкий гусеничный вездеход-амфибия. Выпускался с 2013 по 2020 год компанией ООО «Глобал Терраника» на мощностях Читинского станкостроительного завода.

## История создания
Разработка вездехода началась в 2012 г., главным конструктором был Геннадий Хаинов. Впервые прототип Dreamtrack представили публике в феврале 2013 года на выставке «Вездеход-2013» в Москве, а в конце 2014 г. была изготовлена первая партия машин, которую отправили на испытания. После испытаний в конструкцию вездеходов был внесен ряд изменений и началось их серийное производство. 

## Особенности конструкции
В основе конструкции Dreamtrack лежит прочный стальной каркас. Верхняя часть кузова изготавливалась из стеклопластика, а нижняя, представляющая собой герметичную лодку, — из алюминия. С 2017 г. передняя часть днища вездехода стала защищаться листом сверхвысокомолекулярного полиэтилена толщиной 8 мм. По периметру кузова для защиты от мелких повреждений крепился привальный брус из нержавеющей стали. Изнутри кузов покрывался специальной негорючей теплоизоляцией, толщиной 50мм. Крыша для облегчения веса была сделана тентовой. 
Terranica Dreamtrack имеет заднемоторную компоновку. В качестве силового агрегата использовался двухлитровый турбодизель китайского производства с жидкостным охлаждением мощностью 150 л.с., разработанный итальянской компанией VM Motori, который устанавливался на Hyundai Santa Fe. Трансмиссия автоматическая, четырехступенчатая.
Гусеницы вездехода имеют 4 опорных катка, приводная звёздочка находится сзади. Для снижения веса и увеличения прочности гусеничные ленты оснащались кевларовым кордом. Подвеска гусениц — полностью независимая пружинная с телескопическими амортизаторами. Первоначально рычаги подвески, опорные и поддерживающие катки изготавливались из алюминия, но так как при сильном морозе они становились хрупкими, то в Якутском институте проблем нефти и газа был разработан специальный морозостойкий сверхвысокомолекулярный полиэтилен, устойчивый к нагрузкам. Кроме того, новые элементы подвески стали обладать положительной плавучестью. Также использование нового материала позволило отказаться от применения подшипников в катках, облегчив техническое обслуживание вездехода.
Вездеход Terranica Dreamtrack имеет 6 мест: 2 — впереди, 4 — сзади на двух двуместных скамейках, расположенных по бортам.
Для облегчения привыкания к управлению вездеход оснащался автомобильным рулём и автоматической коробкой передач с двумя педалями.
Для преодоления водных преград Terranica Dreamtrack мог дополнительно оснащаться трюмной помпой и транцем для подвесного мотора. На воде вездеход развивает скорость 1,5 км/ч за счёт гусениц, а с подвесным лодочным мотором — до 5 км/ч.
Многие конструктивные решения, применявшиеся в вездеходе Dreamtrack, защищены патентами.

## Технические характеристики
- Габаритные размеры, мм:
  - длина - 3620
  - ширина - 2200
  - высота - 2020
- База, мм: 2150
- Колея, мм: 1700/1800 (в зависимости от ширины установленных гусениц)
- Снаряженная масса, кг: 1750
- Грузоподъёмность, кг: 
  - на суше: 500 (600 – предельная)
  - на воде: 400
- Количество мест: 6
- Ширина гусеницы, мм: 400, 500 или 600[13]
- Дорожный просвет, мм: 430
- Давление на грунт, кг/см²: 0,06/0,07 – снаряжённая масса, 0,08/0,1 – полная масса
- Максимальная масса буксируемого прицепа, кг: 2000
- Двигатель: VM Motori 2.0 л
- Тип двигателя: турбо-дизельный
- Мощность двигателя: 150 л.с. (110 кВт)
- Крутящий момент: 310 Н.м
- Трансмиссия: АКПП, 4 ступени
- Механизм поворота: бортовые фрикционы
- Максимальная скорость, км/ч:
  - на суше - 80
  - на воде - 1,5 (за счет гусениц), до 5 км/ч (с подвесным лодочным мотором)
- Объем топливного бака, л: 120
- Тип гусеницы: с текстильным и стекло-наполненным кордом
- Подвеска гусениц: пружинная независимая с телескопическими амортизаторами
- Угол атаки гусениц, град.: 45
- Максимальный угол въезда, град.: 30
- Максимальный боковой крен, град.: 20
- Высота преодолеваемого препятствия, см: до 60
- Радиус разворота: на месте[14]

## Галерея

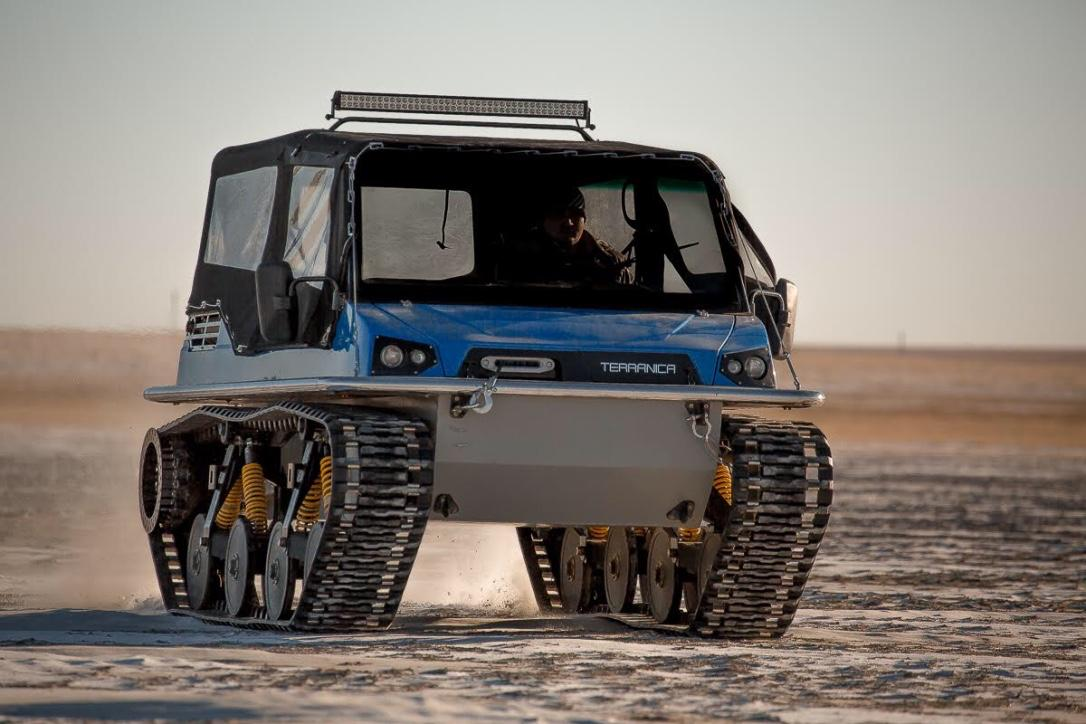
Нижняя часть кузова Dreamtrack представляет собой герметичную алюминиевую лодку, капот и боковины сделаны из стеклопластика, а верх — тентовый
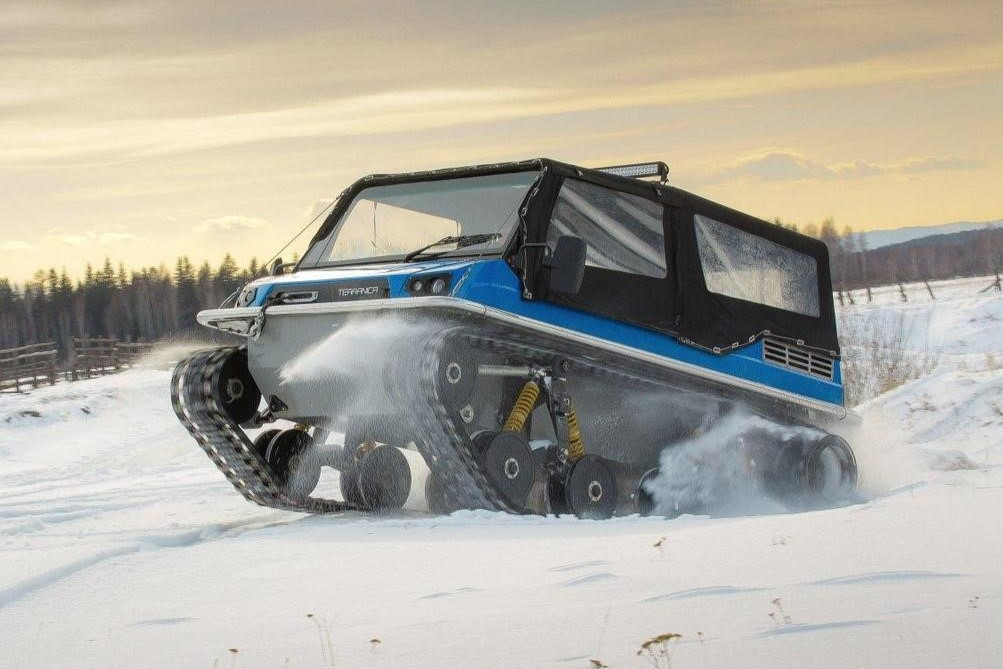
Решетки радиатора расположены с боков машины…
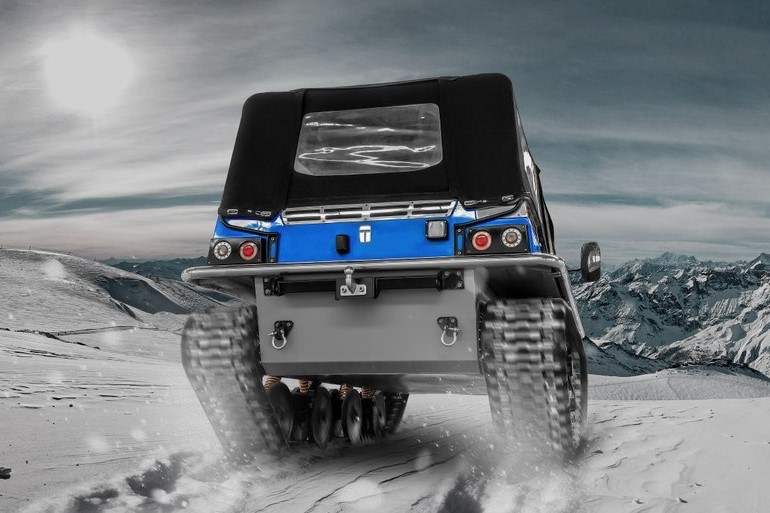
…а также сзади
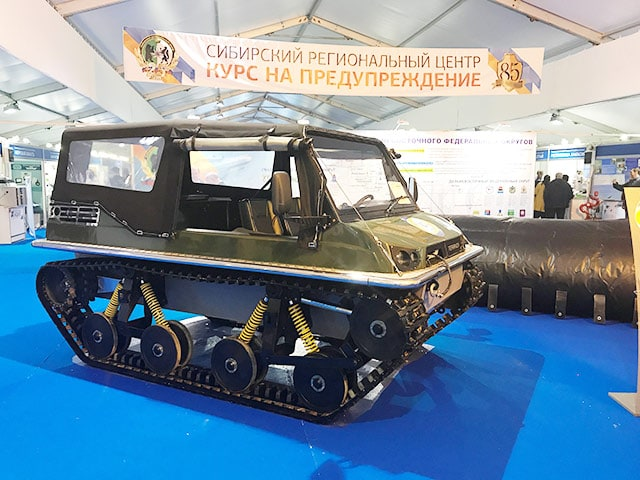
С гусеницами шириной 400 мм
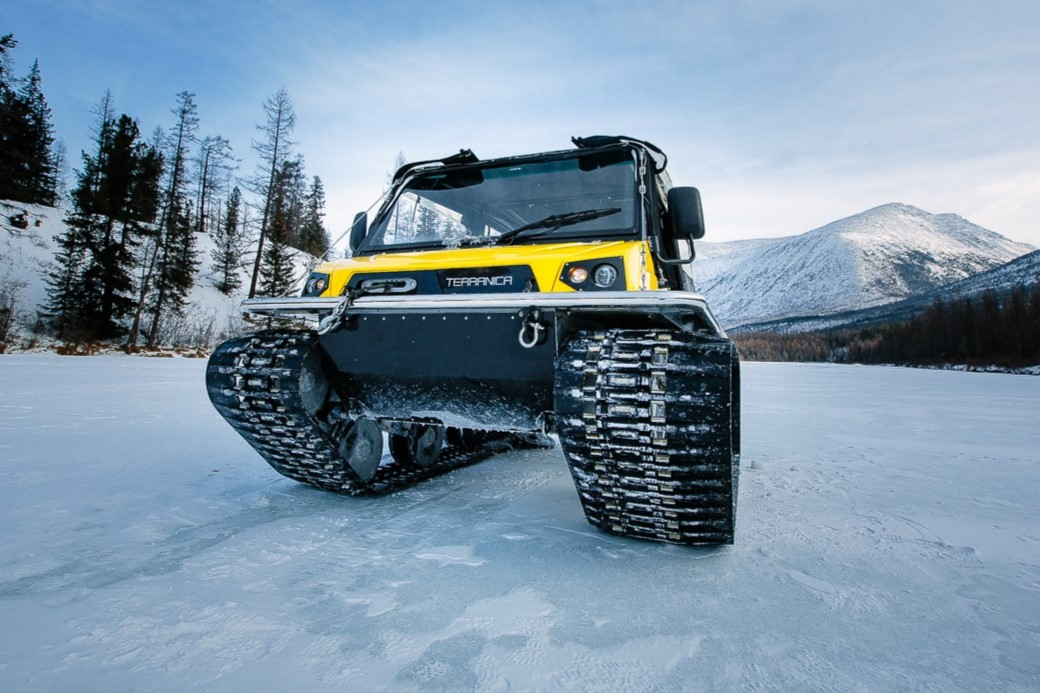
С гусеницами шириной 600 мм
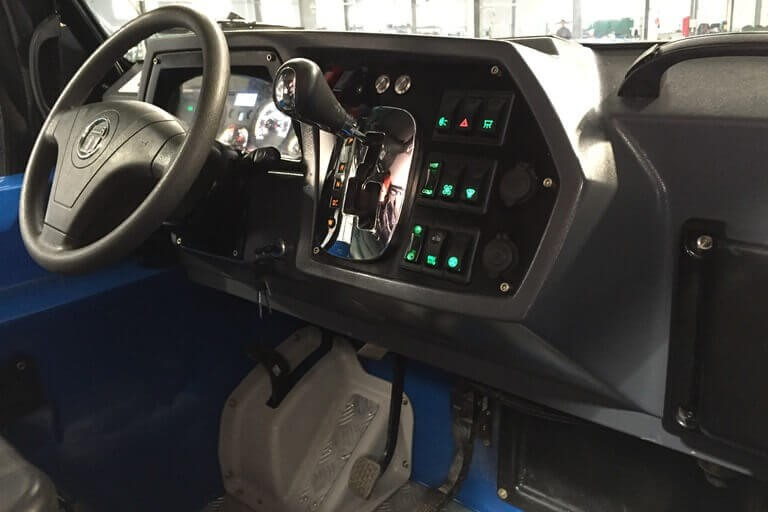
Органы управления Terranica Dreamtrack — как в обычном автомобиле
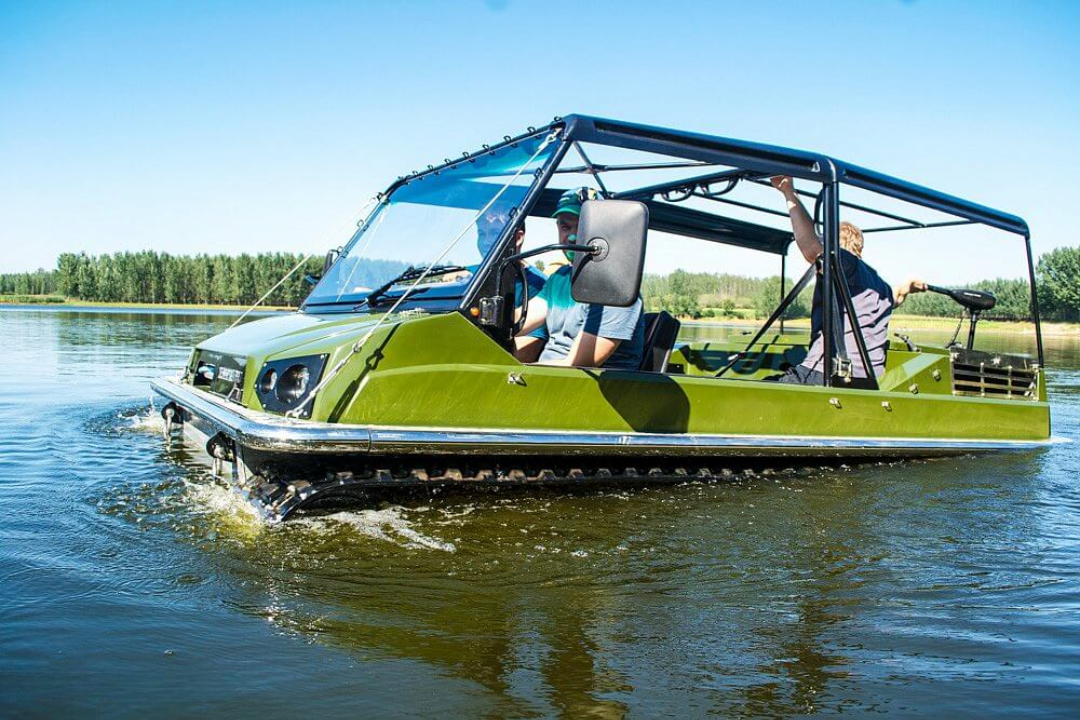
На плаву
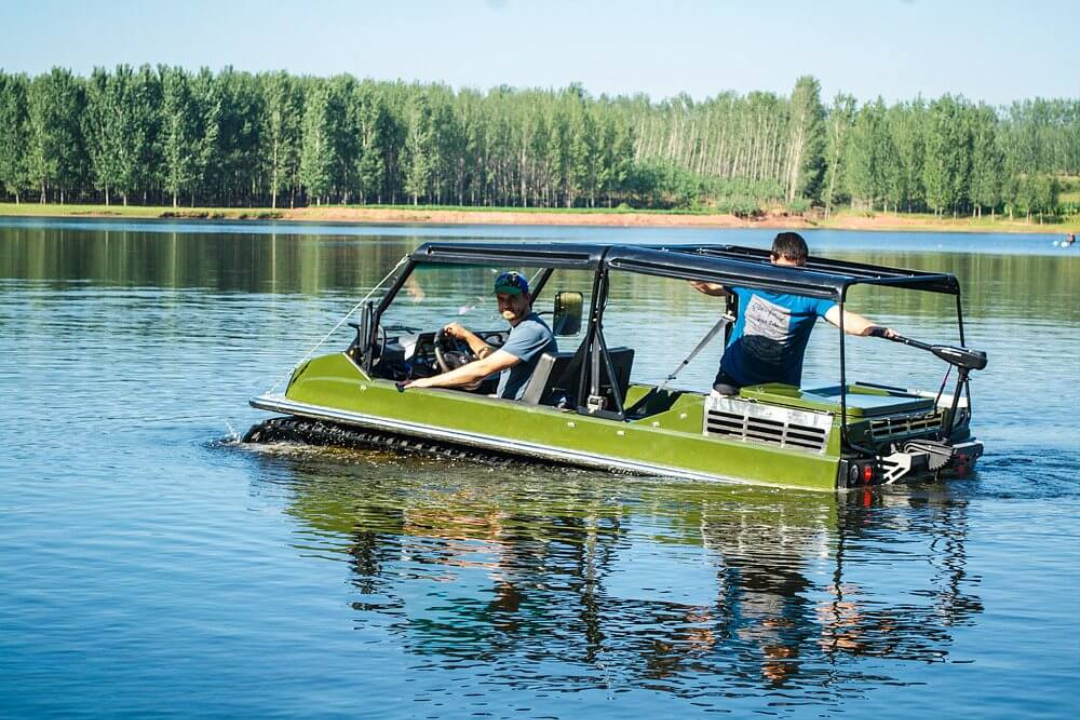
На этом и следующем фото хорошо видно, что из-за заднемоторной компоновки центр тяжести смещён к корме вездехода
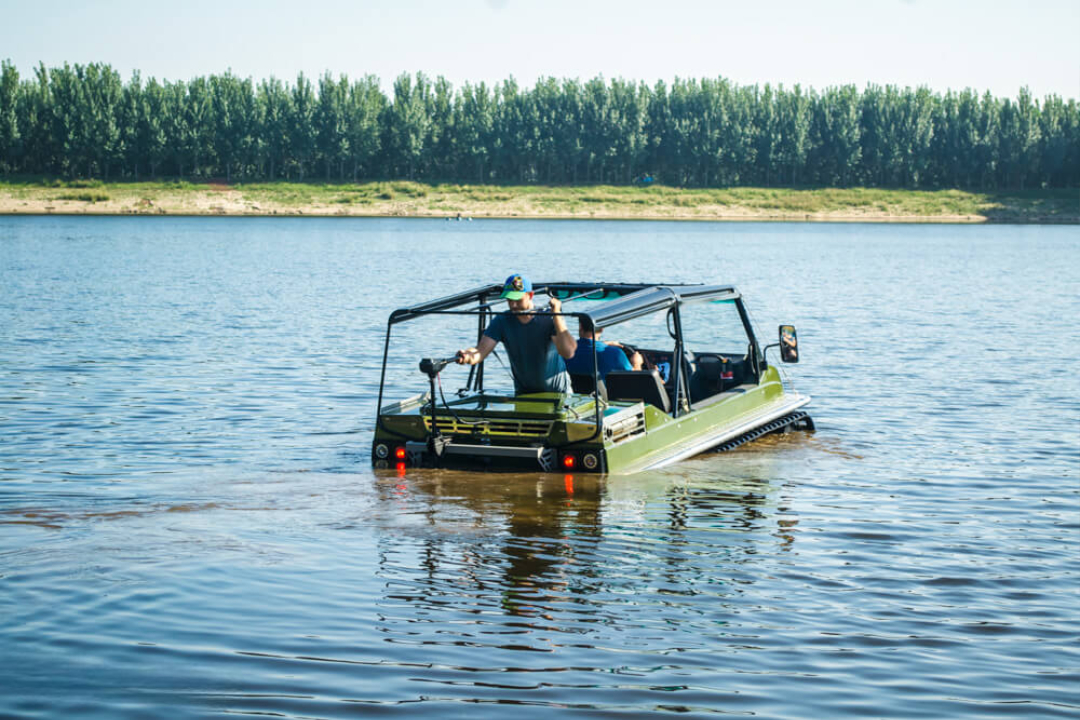

## Эксплуатация
Вездеходы Terranica Dreamtrack были включены в сборный каталог машиностроительной продукции, необходимой для нужд Арктики. Пользуются большим спросом у крупных газовых и нефтяных компаний России и стран СНГ. Также поставлялись на экспорт в США.